# Ксерантемум
Ксерантемум (Xeranthemum) е род растения от семейство Сложноцветни (Asteraceae), с произход от Южна Европа. Има приложение като сухо цвете. Среща се в България.

## Описание
Видовете ксерантемум са изправени едногодишни тревисти растения. Листата са подредени последователно на стъблото. Простите листни остриета са с линейно-елипсовидна форма, имат цели ръбове и обикновено имат сивкави власинки.
Родът е описан от Карл Линей и публикуван в Species Plantarum, vol. 2 стр. 857 през 1753 г.

## Видове
Видовете включват:
- Обикновено безсмъртниче Xeranthemum annuum L.: Централна и Южна Европа от Испания до Дагестан; Турция, Кавказ
- Xeranthemum cylindraceum Sm.: Централна и Южна Европа от Португалия до Украйна; Турция, Кавказ, Иран, Ирак, Сирия, Йордания, Израел
- Xeranthemum cylindricum Spreng.
- Xeranthemum inapertum (L.) Mill.: Южна Европа, Северна Африка, Югозападна Азия от Мароко до Туркменистан
- Xeranthemum longepapposum Fisch. & C.A.Mey.: Югоизточна Европа, Югозападна и Централна Азия
- Xeranthemum squarrosum Boiss.: Гърция, Югозападна и Централна Азия